# Lebara Mobile
Lebara Mobile – operator wirtualnej sieci telefonii komórkowej (MVNO), który oferował usługi połączeń komórkowych typu prepaid. Centrala firmy mieści się w Anglii, a swoje przedstawicielstwa posiada w: Australii, Danii, Francji, Niemczech, Holandii, Hiszpanii, Szwajcarii, Wielkiej Brytanii, a od 1 grudnia 2013 miał również przedstawicielstwo w Polsce. Jej usługi bazują na umowach z innymi sieciami. Cechą charakterystyczną takiego rozwiązania są niskie opłaty za połączenia międzynarodowe. 31 marca 2015 roku sieć zakończyła działalność w Polsce.